# Referendum in Bergkarabach 1991
Ein Unabhängigkeitsreferendum (russisch Референдум о независимости Нагорно-Карабахской Республики) wurde am 10. Dezember des Jahres 1991 in der Republik Bergkarabach innerhalb der Aserbaidschanischen SSR abgehalten.
Bereits zwei Monate zuvor hatte die Verwaltung der Autonomen Oblast Bergkarabach am 3. September die Unabhängigkeit des Gebietes erklärt und in diesem Zuge auch weitere Gebiete beansprucht. Am 26. November, zwei Wochen vor dem Referendum, hatte die Nationalversammlung der Republik Aserbaidschan den autonomen Status der Oblast Bergkarabach abgeschafft und diese aufgelöst.

## Ergebnis
Die Unabhängigkeit wurde von 99,98 % der Wähler befürwortet. Die Abstimmung wurde von der aserbaidschanischen Minderheitsbevölkerung in der Region Bergkarabach boykottiert, welche knapp 20 Prozent der Gesamtbevölkerung in der früheren Autonomen Oblast Bergkarabach bildete. Die Wahlbeteiligung lag schließlich bei 82 %.
| Option                     | Stimmen | Anteil  |
| -------------------------- | ------- | ------- |
| Für                        | 108.615 | 99,98 % |
| Gegen                      | 24      | 0,02 %  |
| Stimmen außer Betracht     | 95      | –       |
| Gesamt                     | 108.736 | 100,0 % |
| Wahlbeteiligung            |         | 82,17 % |
| Quelle: Direkte Demokratie |         |         |

## Folgen
Der Nationalrat Aserbaidschans verabschiedete als Reaktion auf das Referendum die Verordnung über die „Maßnahmen zur Stärkung der Rechtlichkeit und Rechtsordnung in den hochländischen Teilen von Karabach“, in der die Durchführung des Referendums in der „dubiosen Republik Bergkarabach“ als Provokation bezeichnet wurde. Die Abgeordneten des Nationalrats beauftragten den Generalstaatsanwalt, die „Gruppe der verantwortlichen Personen, welche die verfassungswidrigen Entscheidungen in Bergkarabach durchführen“, zur strafrechtlichen Verantwortung zu ziehen.
Wegen der schwierigen Sicherheitslage und des Boykotts durch die aserbaidschanische Bevölkerung der Region wurde das Referendum außerhalb von Bergkarabach nicht als legitim betrachtet.